# イム・スジョン (格闘家)
イム・スジョン（1985年10月17日 - ）は、大韓民国出身の女性キックボクサーである。

## 来歴

### ムエタイ選手へ
高校2年生の時にダイエットのためにムエタイを習い始め、2007年の11月、22歳でタイへと渡り3か月間の修行を経験。2007年にバンコクで開かれた国際アマチュアムエタイ連盟の大会で銅メダルを獲得し、更に大韓民国のムエタイバンタム級王者となった。
韓国の格闘技興行「ネオファイト」でせりとタイトルマッチを戦い判定勝利を収めた。2006年10月7日、全日本キックボクシング連盟でWINDY智美と対戦し、0-2の判定負け。

### K-1への参戦
2009年にK-1への参戦が決定。この時点でムエタイにおける戦績は全21試合17勝4敗。
そのK-1初試合となった2009年3月20日のK-1 AWARD & MAX KOREA 2009では、RENAに2-1の判定勝ちを収めた。2009年の9月に大韓民国のソウルで催されたK-1 WORLD GP 2009 IN SEOUL FINAL16にて、中華人民共和国出身の散打選手チェン・チンと対戦し、3-0の判定勝ちを収めた。
2009年8月23日に行われたシュートボクシング「Girls S-cup 2009」に参加。優勝候補と言われながらも1回戦でV一にシュートポイントを2度奪われ0-3の判定負けを喫した。
2010年3月28日、J-GIRLSのメインイベントで佐々木仁子と対戦し、2-0の判定勝ちを収めた。
2010年10月3日、韓国で開催されたK-1 WORLD MAX 2010 IN SEOUL -70kg World Championship Tournament FINAL16で谷村郁江と対戦予定であったが、自身の体調不良により試合は中止となった。

## 附記
本業たるキックボクシングとムエタイの傍らで、大韓民国においてはバラエティ番組に出演したり、女優としてテレビドラマに出演するなどしている。2008年にはタイ映画の『チョコレート・ファイター』に出演した。
大韓民国のインターネット検索で最も検索されている格闘家であると2009年に報道された。
『格闘界のキム・ヨナ』と呼ばれることがある。

## 戦績
| 勝敗 | 対戦相手     | 試合結果          | 大会名                                                                      | 開催年月日    |
| ○    | 佐々木仁子   | 延長R終了 判定2-0 | J-NETWORK 「J-GIRLS Catch The stone〜6」                                    | 2010年3月28日 |
| ○    | チェン・チン | 3R終了 判定3-0    | K-1 WORLD GP 2009 IN SEOUL FINAL16                                          | 2009年9月26日 |
| ×    | V一          | 2分3R終了 判定0-3 | SHOOT BOXING GIRLS TOURNAMENT Girls S-cup 2009 【Girls S-cup 2009 1回戦】   | 2009年8月23日 |
| ○    | RENA         | 延長R終了 判定2-1 | K-1 AWARD & MAX KOREA 2009【スーパーファイト】                              | 2009年3月20日 |
| ×    | WINDY智美    | 3R終了 判定0-2    | 全日本キックボクシング連盟「CUB☆KICK'S 3days 1st - AJ NIGHT 〜Tradition〜」 | 2006年10月7日 |

## 資料
1. ↑  「格闘界のキム・ヨナ」イム・スジョン、K-1殴りこみ (2/2) 産経新聞 2009年3月11日
2. ↑  365人インタビュー 格闘技ウェブマガジンGBR 2009年8月22日
3. ↑  <格闘技>イム・スジョン、女性で世界初のK-1の舞台へ innolife.net 2009年3月12日
4. ↑  美人格闘家イム・スジョン、K-1デビュー Yonhap News Acency 2009年3月12日
5. ↑  K-1 AWARD ＆ MAX KOREA 2009：第9試合 K-1公式サイト
6. ↑  【K-1MAX】イム・チビン、2年連続でトーナメント優勝！谷川EP注目の美女ファイターも勝利 格闘技ウェブマガジンGBR 2009年3月20日
7. ↑  K-1 WORLD GP 2009 IN SEOUL -FINAL16-：リザーブファイト3 K-1公式サイト
8. ↑  【シュートボクシング】18歳女子高生ファイターRENAがガールズS-cup初代女王に！ 格闘技ウェブマガジンGBR 2009年8月23日
9. ↑  【J-GIRLS】韓国の美人格闘家スジョン、日本の最強女王・佐々木を撃破 格闘技ウェブマガジンGBR 2010年3月28日
10. ↑  【K-1MAX】10・3韓国の美人格闘家スジョンは谷村郁江と対戦！全対戦カード決定 格闘技ウェブマガジンGBR 2010年9月28日
11. ↑  【K-1MAX】ペトロシアン、危なげなくFINALへ！キシェンコ、注目のサガッペットは敗退 格闘技ウェブマガジンGBR 2010年10月3日
12. ↑  美人戦士スジョン、本業は芸能界より格闘技＝K-1 スポーツナビ 2009年9月24日
13. ↑  「秋山のUFCでのファイトマネーは驚くほど低い！」韓国メディアが秋山の契約を暴露!? kamipro 2009年3月16日
14. 1 2  「格闘界のキム・ヨナ」イム・スジョン、K-1殴りこみ (1/2) 産経新聞 2009年3月11日